# Blang Kuala
Blang Kuala is een bestuurslaag in het regentschap Aceh Selatan van de provincie Atjeh, Indonesië. Blang Kuala telt 948 inwoners (volkstelling 2010).